# Томинобалківська сільська рада
То́миноба́лківська сільська́ ра́да — колишня  адміністративно-територіальна одиниця та орган місцевого самоврядування в Білозерському районі Херсонської області. Адміністративний центр — село Томина Балка.

## Загальні відомості
- Територія ради: 2,289 км²
- Населення ради: 1 521 особа (станом на 2001 рік)

## Населені пункти
Сільській раді підпорядковані населені пункти:
- с. Томина Балка
- с. Новодмитрівка

## Склад ради
Рада складається з 16 депутатів та голови.
- Голова ради: Чередник Антоніна Іванівна
- Секретар ради: Лісова Юлія Юріївна

### Керівний склад попередніх скликань
| Прізвище, ім'я, по батькові | Основні відомості                                                                                  | Дата обрання | Дата звільнення |
| --------------------------- | -------------------------------------------------------------------------------------------------- | ------------ | --------------- |
| Чередник Антоніна Іванівна  | Сільський голова, 1972 року народження, освіта вища, член Всеукраїнського об'єднання «Батьківщина» | 26.03.2006   | 31.10.2010      |
| Чередник Антоніна Іванівна  | Сільський голова, 1972 року народження, освіта вища, член Всеукраїнського об'єднання «Батьківщина» | 31.10.2010   |                 |

Примітка: таблиця складена за даними сайту Верховної Ради України

### Депутати
За результатами місцевих виборів 2010 року депутатами ради стали:

#### За суб'єктами висування
| Суб'єкт висування           | Кількість обраних депутатів | %    |
| --------------------------- | --------------------------- | ---- |
| Самовисування               | 15                          | 93,8 |
| Комуністична партія України | 1                           | 6,3  |

#### За округами
| № округу                    | Прізвище, ім'я, по батькові     | Дата визнання обраним | Освіта             | Партійна приналежність                        | Відомості про обраного депутата                                   |
| --------------------------- | ------------------------------- | --------------------- | ------------------ | --------------------------------------------- | ----------------------------------------------------------------- |
| Комуністична партія України |                                 |                       |                    |                                               |                                                                   |
| 15                          | Ткаченко Леонід Арсентійович    | 01.11.2010            | середня спеціальна | позапартійний                                 | пенсіонер                                                         |
| Самовисування               |                                 |                       |                    |                                               |                                                                   |
| 1                           | Алєксєєнко Олена Володимирівна  | 01.11.2010            | середня            | член Всеукраїнського об'єднання «Батьківщина» | клінічна лікарня м. Херсон, медсестра                             |
| 2                           | Марко Ірина Володимирівна       | 01.11.2010            | вища               | позапартійна                                  | ПП Марко, продавець                                               |
| 3                           | Чуніна Наталя Василівна         | 01.11.2010            | середня            | позапартійна                                  | ВАТ «Херсонгаз», контролер                                        |
| 4                           | Самойленко Андрій Іванович      | 01.11.2010            | вища               | позапартійний                                 | Білозерський РВ ГУМНС, старший інспектор                          |
| 5                           | Марко Михайло Іванович          | 01.11.2010            | середня            | позапартійний                                 | приватний підприємець, голова                                     |
| 6                           | Лісова Юлія Юріївна             | 01.11.2010            | вища               | позапартійна                                  | Томинобалківська загальноосвітня школа, заступник директора школи |
| 7                           | Самойленко Володимир Андрійович | 01.11.2010            | вища               | позапартійний                                 | м. Херсон ГО МНС України, помічник начальника зміни ОВ ОКЦ        |
| 8                           | Турчина Ганна Яківна            | 01.11.2010            | середня            | позапартійна                                  | тимчасово не працює                                               |
| 9                           | Юкало Людмила Миколаївна        | 01.11.2010            | вища               | позапартійна                                  | ПП Флаєро м. Херсон, головний бухгалтер                           |
| 10                          | Онісімов Руслан Петрович        | 01.11.2010            | середня            | позапартійний                                 | тимчасово не працює                                               |
| 11                          | Медведюк Микола Іванович        | 01.11.2010            | середня            | позапартійний                                 | завод Авіа-ПРО м. Херсон, електрик                                |
| 12                          | Кожокарь Галина Йосипівна       | 01.11.2010            | середня            | позапартійна                                  | Томинобалківська сільська рада, секретар                          |
| 13                          | Большая Лідія Степанівна        | 01.11.2010            | середня            | позапартійна                                  | пенсіонер                                                         |
| 14                          | Дурман Андрій Валерійович       | 01.11.2010            | вища               | позапартійний                                 | Агрофірма «Гамалія», співвласник                                  |
| 16                          | Юкало Галина Василівна          | 01.11.2010            | середня            | позапартійна                                  | сільський будинок культути, прибиральниця                         |

## Населення
Згідно з переписом УРСР 1989 року чисельність наявного населення сільської ради становила 1452 особи, з яких 705 чоловіків та 747 жінок.
За переписом населення України 2001 року в сільській раді мешкало 1507 осіб.

### Мова
Розподіл населення за рідною мовою за даними перепису 2001 року:
| Мова       | Відсоток |
| ---------- | -------- |
| українська | 89,81 %  |
| російська  | 9,80 %   |
| білоруська | 0,13 %   |
| інші       | 0,26 %   |